# Howard Sant-Roos
Howard Sant-Roos (* 13. února 1991, Havana, Kuba) je kubánský profesionální basketbalista. Od roku 2015 je hráčem týmu ČEZ Basketball Nymburk.
Od svých 18 let žije v Evropě, hrál v nižších soutěžích v Německu a Itálii.